# 在現代社會變成女性向遊戲的反派千金有點傷腦筋啊
《在現代社會變成女性向遊戲的反派千金有點傷腦筋啊》（簡稱「現代社會的反派千金」）是二日市とふろう撰寫的輕小說，先連載於成為小說家吧、後於2022年連載於KAKUYOMU，漫畫化由デェタ擔任。本作先後於《下一部人氣輕小說大賞 2021》和《這本輕小說真厲害！2022》獲得網絡單行本部門第5以及單行本第8。

## 劇情
主角轉世為以現代為背景的乙女遊戲《與君相戀於落櫻繽紛處》中的反派千金桂華院瑠奈。按照遊戲情節的發展，瑠奈將在18歲時因家庭經濟困難破產而走向破滅。擁有前世知識的瑠奈，在五歲時利用IT泡沫成功累積巨額財富。正當她以為已經避免糟糕的結局時，新的問題卻接二連三地擺在她的面前。

## 登場人物

### 主要人物
桂華院瑠奈
本作主角。為女性向遊戲《與君相戀於落櫻繽紛處》中的反派千金，俄羅斯帝國前皇室的旁系後裔，轉生者，日俄混血兒，父親是極東集團的創辦人，母親是俄羅斯沙皇亞歷山大三世的曾孫女。前世是某個黑心企業的OL。
橘隆二
桂華院瑠奈的管家，從瑠奈的爺爺桂華院彥麻呂公爵時代就已是得力助手。
一条進
極東銀行東京分行經理。

## 出版書籍

### 輕小說
| 卷數 | OVERLAP        | OVERLAP                | 青文出版社    | 青文出版社             |
| 卷數 | 發售日期       | ISBN                   | 發售日期      | ISBN                   |
| ---- | -------------- | ---------------------- | ------------- | ---------------------- |
| 1    | 2020年9月25日  | ISBN 978-4-865-54742-9 | 2022年1月19日 | ISBN 978-6-263-03987-2 |
| 2    | 2021年3月25日  | ISBN 978-4-865-54848-8 | 2024年3月20日 | ISBN 978-6-263-62539-6 |
| 3    | 2021年8月25日  | ISBN 978-4-865-54982-9 |               |                        |
| 4    | 2022年12月25日 | ISBN 978-4-824-00165-8 |               |                        |
| 5    | 2024年1月25日  | ISBN 978-4-824-00714-8 |               |                        |
| 6    | 2024年8月25日  | ISBN 978-4-824-00921-0 |               |                        |
| 7    | 2025年4月25日  | ISBN 978-4-8240-1158-9 |               |                        |

### 漫畫
| 卷數 | OVERLAP        | OVERLAP                |
| 卷數 | 發售日期       | ISBN                   |
| ---- | -------------- | ---------------------- |
| 1    | 2022年12月25日 | ISBN 978-4-824-00475-8 |
| 2    | 2024年1月25日  | ISBN 978-4-824-00717-9 |
| 3    | 2024年8月25日  | ISBN 978-4-824-00930-2 |

## 外部連結
- 小說官方網站（成為小說家吧）（日語）
- 小說官方網站（OVERLAP） （页面存档备份，存于）
- 小說官方網站（KAKUYOMU） （页面存档备份，存于）（日語）
- 漫畫官方網站（Comic Gardo） （页面存档备份，存于）（日語）